# Liste des cafés de France protégés aux monuments historiques
Cet article recense les cafés protégés au titre de monuments historiques en France.

## Liste
| Monument                                                      | Commune           | Adresse                                   | Coordonnées                        | Notice         | Protection | Date | Illustration                                                 |
| ------------------------------------------------------------- | ----------------- | ----------------------------------------- | ---------------------------------- | -------------- | ---------- | ---- | ------------------------------------------------------------ |
| Le Café français                                              | Bourg-en-Bresse   | 7 avenue Alsace-Lorraine                  | 46° 12′ 16″ nord, 5° 13′ 30″ est   | « PA01000033 » | Inscrit    | 2010 | Le Café français                                             |
| Café américain                                                | Moulins           | 23 cours Anatole-France                   | 46° 34′ 05″ nord, 3° 19′ 56″ est   | « PA00093187 » | Inscrit    | 1978 | Café américain                                               |
| Grand café                                                    | Moulins           | 49 place d'Allier                         | 46° 33′ 52″ nord, 3° 19′ 51″ est   | « PA00093197 » | Inscrit    | 1978 | Grand café                                                   |
| Café de la Paix                                               | La Rochelle       | 54 rue Chaudrier                          | 46° 09′ 45″ nord, 1° 09′ 08″ ouest | « PA00104875 » | Classé     | 1984 | Café de la Paix                                              |
| Café Gondrée                                                  | Bénouville        | Le Canal, 12 avenue du Commandant-Kieffer | 49° 14′ 33″ nord, 0° 16′ 30″ ouest | « PA00111078 » | Inscrit    | 1987 | Café Gondrée                                                 |
| Café Les Deux Garçons                                         | Aix-en-Provence   | 53 bis, cours Mirabeau                    | 43° 31′ 38″ nord, 5° 27′ 02″ est   | « PA00081069 » | Inscrit    | 1984 | Café Les Deux Garçons                                        |
| Grand Café Riche                                              | Rodez             | 1, rue de l'Abbé-Bessou                   | 44° 21′ 03″ nord, 2° 34′ 20″ est   | « PA12000055 » | Inscrit    | 2014 | Grand Café Riche                                             |
| Café du Commerce                                              | Besançon          | 31 rue des Granges                        | 47° 14′ 19″ nord, 6° 01′ 31″ est   | « PA00101460 » | Inscrit    | 1981 | Café du Commerce                                             |
| Café du Soleil                                                | Rouvray           | 55 rue Leclerc                            | 47° 25′ 28″ nord, 4° 06′ 22″ est   | « PA00112614 » | Inscrit    | 1986 | Image manquante Téléverser                                   |
| Café                                                          | Baume-les-Dames   | 10 rue des Armuriers                      | 47° 21′ 06″ nord, 6° 21′ 40″ est   | « PA25000058 » | Inscrit    | 1987 | Café                                                         |
| Café des Arts                                                 | Mens              | Boulevard Edouard Arnaud                  | 44° 49′ 10″ nord, 5° 45′ 08″ est   | « PA00117214 » | Inscrit    | 1989 | Café des Arts                                                |
| Café Plana                                                    | Olonzac           | 6 place du Marché aux Herbes              | 43° 17′ 04″ nord, 2° 43′ 46″ est   | « PA00103627 » | Inscrit    | 1984 | Café Plana                                                   |
| Café du marché                                                | Puisserguier      | 5 place de l'Église                       | 43° 22′ 05″ nord, 3° 02′ 21″ est   | « PA34000089 » | Inscrit    | 2012 | Image manquante Téléverser                                   |
| Café Bibent                                                   | Toulouse          | 5 place du Capitole                       | 43° 36′ 14″ nord, 1° 26′ 36″ est   | « PA00094496 » | Inscrit    | 1975 | Café Bibent                                                  |
| Café-restaurant de la Paix                                    | Bruch             | Allée Albret                              | 44° 12′ 16″ nord, 0° 24′ 40″ est   | « PA47000038 » | Inscrit    | 1998 | Café-restaurant de la Paix                                   |
| Café le Sébastopol                                            | Granges-sur-Lot   | Place Papon-Lagrave                       | 44° 22′ 36″ nord, 0° 27′ 56″ est   | « PA47000030 » | Inscrit    | 1998 | Café le Sébastopol                                           |
| Café-bourloire Le Carin                                       | Wattrelos         | 52 rue François-Mériaux                   | 50° 41′ 59″ nord, 3° 13′ 10″ est   | « PA59000123 » | Inscrit    | 2006 | Image manquante Téléverser                                   |
| Café-bourloire du Cercle Saint-Paul                           | Wattrelos         | 22 rue Jean-Jaurès                        | 50° 42′ 07″ nord, 3° 13′ 01″ est   | « PA59000122 » | Inscrit    | 2006 | Image manquante Téléverser                                   |
| Café des Arcades                                              | Saint-Mihiel      | 2 avenue du Bois-d'Ailly                  | 48° 53′ 14″ nord, 5° 33′ 03″ est   | « PA00106618 » | Inscrit    | 1984 | Café des Arcades                                             |
| Café de la Mairie                                             | Château-Gontier   | 24 place Paul-Doumer                      | 47° 49′ 37″ nord, 0° 42′ 26″ ouest | « PA00109630 » | Inscrit    | 1990 | Café de la Mairie                                            |
| Café Brant                                                    | Château-Gontier   | 11 place de l'Université                  | 48° 35′ 09″ nord, 7° 45′ 42″ est   | « PA67000094 » | Inscrit    | 2014 | Café Brant                                                   |
| Café de la Loge                                               | Salses-le-Château | 38 avenue Xavier Llobères                 | 42° 50′ 03″ nord, 2° 55′ 10″ est   | « PA66000045 » | Inscrit    | 2014 | Café de la Loge                                              |
| Café la Renaissance                                           | Alençon           | 4 rue Saint-Blaise                        | 48° 25′ 53″ nord, 0° 05′ 25″ est   | « PA61000057 » | Inscrit    | 2009 | Café la Renaissance                                          |
| Café Saint-Rémy                                               | Ferrières-en-Brie | 24 rue Jean-Jaurès                        | 48° 49′ 18″ nord, 2° 42′ 16″ est   | « PA00087335 » | Inscrit    | 1990 | Café Saint-Rémy                                              |
| Café de la Bourse                                             | Autun             | 18 avenue du Général-de-Gaulle            | 46° 57′ 08″ nord, 4° 17′ 49″ est   | « PA00135233 » | Inscrit    | 1996 | Café de la Bourse                                            |
| Café-Bar                                                      | Paris             | 3 rue Étienne-Marcel                      | 48° 51′ 48″ nord, 2° 21′ 01″ est   | « PA00085786 » | Inscrit    | 1984 | Café-Bar                                                     |
| Café-Bar                                                      | Paris             | 91 rue Saint-Denis 79 rue Rambuteau       | 48° 51′ 43″ nord, 2° 20′ 57″ est   | « PA00085788 » | Inscrit    | 1984 | Café-Bar                                                     |
| Café-Bar Le Cochon à l'oreille                                | Paris             | 15 rue Montmartre                         | 48° 51′ 52″ nord, 2° 20′ 43″ est   | « PA00085787 » | Inscrit    | 1984 | Café-Bar Le Cochon à l'oreille                               |
| Café-Bar                                                      | Paris             | 143 rue Saint-Denis                       | 48° 51′ 53″ nord, 2° 21′ 00″ est   | « PA00086013 » | Inscrit    | 1984 | Café-Bar                                                     |
| Café-Bar                                                      | Paris             | 105 rue du Temple                         | 48° 51′ 45″ nord, 2° 21′ 26″ est   | « PA00086105 » | Inscrit    | 1984 | Image manquante Téléverser                                   |
| Café de la Gare, précédemment Auberge de l'Aigle d'or"        | Paris             | 41 rue du Temple                          | 48° 51′ 34″ nord, 2° 21′ 14″ est   | « PA00086448 » | Inscrit    | 1926 | Café de la Gare, précédemment Auberge de l'Aigle d'or"       |
| Café La Palette                                               | Paris             | 43 rue de Seine 18 rue Jacques-Callot     | 48° 51′ 19″ nord, 2° 20′ 13″ est   | « PA00088495 » | Inscrit    | 1984 | Café La Palette                                              |
| Café Procope                                                  | Paris             | 13 rue de l'Ancienne-Comédie              | 48° 51′ 11″ nord, 2° 20′ 20″ est   | « PA00088496 » | Inscrit    | 1962 | Café Procope                                                 |
| Café-Bar                                                      | Paris             | 116 avenue Ledru-Rollin                   | 48° 51′ 11″ nord, 2° 22′ 38″ est   | « PA00086528 » | Inscrit    | 1984 | Café-Bar                                                     |
| Café-concert Bataclan                                         | Paris             | 50, 52 boulevard Voltaire                 | 48° 51′ 47″ nord, 2° 22′ 15″ est   | « PA00086554 » | Inscrit    | 1991 | Café-concert Bataclan                                        |
| Café-Bar                                                      | Paris             | 5 rue Mesnil                              | 48° 52′ 08″ nord, 2° 17′ 06″ est   | « PA00086665 » | Inscrit    | 1984 | Café-Bar                                                     |
| Immeuble café, devanture, élévation, toiture, décor intérieur | Cavaillon         | 42 et 54 place du Clos                    | 43° 50′ 06″ nord, 5° 02′ 09″ est   | « PA00082221 » | Inscrit    | 1991 | Immeublecafé, devanture, élévation, toiture, décor intérieur |
| Café de la Paix de Valréas salle, élévation, décor intérieur  | Valréas           | 26 rue de l'Hôtel-de-Ville                | 44° 22′ 59″ nord, 4° 59′ 16″ est   | « PA00082191 » | Inscrit    | 1986 | Café de la Paix de Valréassalle, élévation, décor intérieur  |
| Café des Chiens Blancs                                        | Laignes           | place Victor Gat                          | 47° 50′ 35″ nord, 4° 21′ 51″ est   | « PA00135222 » | Inscrit    | 1995 | Café des Chiens Blancs                                       |
| Caffè Stern                                                   | Paris             | 47 passage des Panoramas                  | 48° 31′ 17″ nord, 2° 12′ 11″ est   | « PA00086090 » | Inscrit    | 2009 | Caffè Stern                                                  |